# Admiral Bailey
Admiral Bailey (nome real Glendon Bailey 24 de janeiro de 1952) é um cantor e DJ jamaicano de reggae. Nascido no gueto de Waterhouse, Kingston, ele é um dos mais importantes do estilo raggamuffin.

## Carreira

### Início
Admiral Bailey começou trabalhando para King Jammy, tanto na gravadora como no sistema de som dirigidos por ele. Com o sucesso das produções de Jammy utilizando os novos riddims digitais na década de 1980, Bailey teve seus primeiros sucessos com One Scotch (parceria com Chaka Demus) e Ballot Box (com Josey Wales).

### Auge
Mas foi com Punany em 1987 que ele chegou ao topo do dancehall. Seus próximos singles Big Belly Man, Kill Them With It, No Way No Better Than Yard, Horse Tonic, Think Me Did Done e Jump Up também foram grandes sucessos, todos produzidos por King Jammy, que para capitalizar todo sucesso lançou o álbum Kill Them With It (Live And Love) com os principais sucessos de Admiral Bailey.
No final dos anos 1990, Admiral voltou às paradas, junto com o selo de King Jammy com os singles Ganja Spliff, What Time Is It, Work With It, Mouth Clean, Bashy Bashy and Nuh Dash Weh Yuh Pickney

## Discografia
- Kill Them With It (Live And Love)
- Undisputed (Jammys, 1987)
- Ram Up You Party (Power House, 1989)
- Born Champion (Jammys, 1989)
- Science Again (Jammys, 1989)
- Mi Big Up (VP, 1992)